# Die Goonies
Die Goonies (Originaltitel: The Goonies) ist ein US-amerikanischer Abenteuerfilm aus dem Jahr 1985. Regie führte Richard Donner. Das Drehbuch wurde von Chris Columbus nach einer Story von Steven Spielberg geschrieben, der auch als ausführender Produzent und Second Unit Director an der Entstehung beteiligt war.

## Handlung
Die Goonies sind eine Gruppe von Jugendlichen, die auf der Suche nach Abenteuern in Astoria, Oregon die nähere Umgebung unsicher machen. Ein skrupelloser Immobilienhai möchte die Wohnsiedlung der Kinder (Goon Docks genannt) aufkaufen und daraus einen Country Club machen, und den Eltern fehlt das notwendige Geld, um der bevorstehenden Zwangsvollstreckung entgegenzuwirken.
Als sich die Goonies – der James-Bond-süchtige und erfindungsreiche Data, der dicke und ungeschickte Chunk und der großmäulige Mouth – bei ihrem Anführer Mikey in dessen Haus treffen, machen sie eine außergewöhnliche Entdeckung auf dem Dachboden. Dort hat Mikeys Vater, der Archivar des ortsansässigen Museums, Ausstellungsgegenstände zwischengelagert; darunter befindet sich auch eine Schatzkarte, die zum Versteck des legendären Einäugigen Willie, eines Piraten, führen soll.
Nachdem sie zuerst Mikeys großen Bruder Brand außer Gefecht gesetzt haben, folgen die Goonies den Hinweisen auf der Karte zu einem verlassenen Sommerrestaurant am Strand. Dort haben sich allerdings die üblen Fratellis, eine Gangsterfamilie, eingenistet. Nachdem die Goonies nach einem ersten Vorstoß von den Fratellis rausgeworfen werden und Brand, dessen große Liebe Andy und deren Freundin Stef zu ihnen gestoßen sind, wagen sie erneut den Einstieg. Im Keller entdecken sie jedoch nicht nur den versteckten Eingang zur Schatzhöhle, sondern auch die verbrecherische Natur der Fratellis.
Als die Fratellis unerwartet zurückkommen, fliehen die Goonies in den Geheimgang, bis auf Chunk, der von der Gruppe getrennt wurde. Dieser soll die Polizei holen, wird aber von den Fratellis gefangen und verhört. Nachdem die Fratellis den Eingang ebenfalls entdeckt haben, folgen sie den Goonies. Chunk wird zu Sloth gesperrt, dem misshandelten und extrem verunstalteten Sohn der Fratellis. Nach anfänglicher Angst beginnt Chunk, sich langsam mit Sloth anzufreunden, und schließlich brechen beide aus und folgen ihren Freunden in die Höhlen.
Auf der Suche nach dem Schatz laufen die Goonies in eine Reihe von tödlichen Fallen, die Willie zum Schutz seines Schatzes konstruiert hat und die sie nur mit knapper Mühe und viel Glück überwinden können. Zudem bleiben ihnen die Fratellis hartnäckig auf den Fersen. Schließlich finden sie das Piratenschiff des Einäugigen Willie, die Inferno, und finden die Überreste von Willie und dessen immense Schätze an Bord. Doch gleich darauf holen die Fratellis sie ein und zwingen sie, sich der Beute zu entledigen und dann über die Planke zu gehen.
Aber bevor es zum Schlimmsten kommt, werden die Goonies von Sloth und Chunk gerettet. Während die Teens sich ans Ufer retten, versuchen die Fratellis, sich mit Schätzen zu beladen, werden dabei aber zu gierig und lösen eine letzte Falle aus, welche die Höhle zum Einsturz bringt. Den Goonies und auch den Fratellis gelingt es, durch ein Loch aus der Höhle auf den nahen Strand zu entkommen, wo sie von Polizisten, Reportern und ihren Eltern aufgegriffen werden, die sie schon verzweifelt gesucht haben. Die Fratellis werden bis auf Sloth, den die Kinder verteidigen, verhaftet.
Ohne den Schatz sieht es aus, als wären die Goon Docks für immer verloren. Doch bevor Mikeys Vater die Übergabeerklärung der Siedlung unterzeichnet, findet die Haushälterin der Walshs in Mikeys Murmelbeutel Juwelen, die von den Fratellis übersehen worden waren, und daraufhin wird die Zwangsvollstreckung annulliert. Und als die Goonies sich mit Sloth über ihren Triumph freuen, sehen alle Anwesenden die Inferno, die durch den Einsturz aus der Höhle befreit wurde, auf das offene Meer davonsegeln.

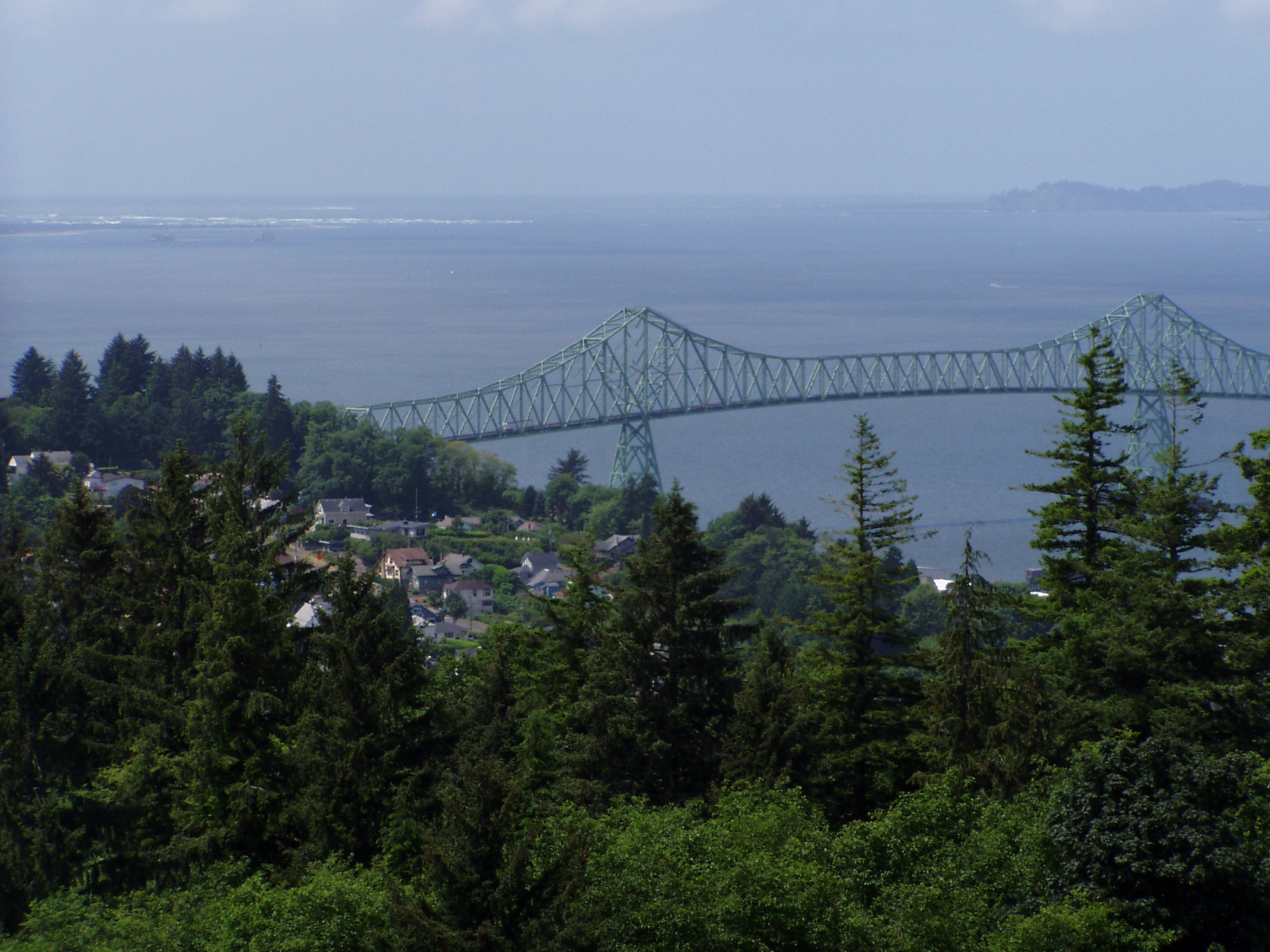
Astoria, Oregon, diente als Drehort für die Kleinstadt.

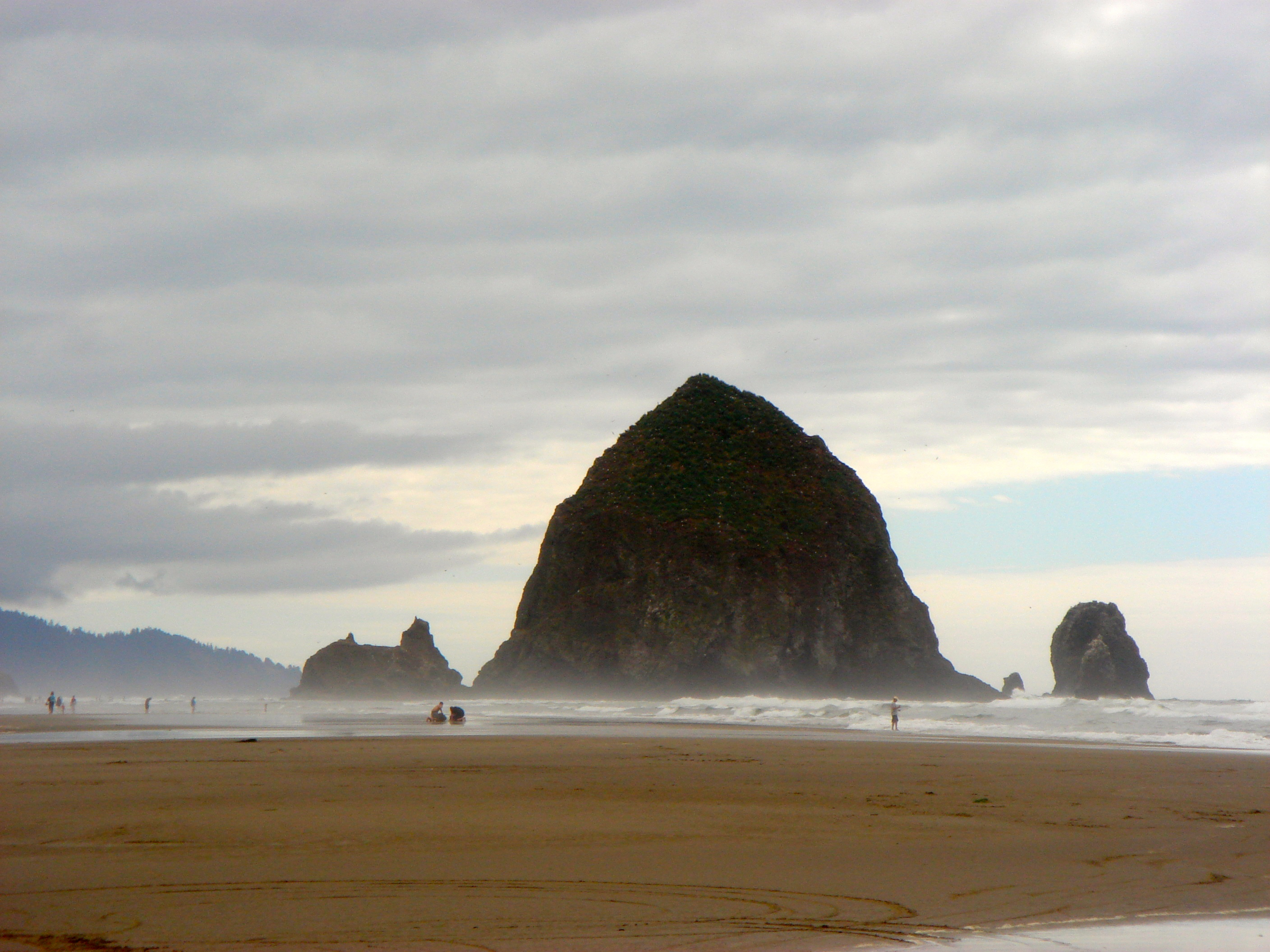
Haystack Rock in Cannon Beach, Oregon.

### Produktion
Als Drehort für die Kleinstadt diente Astoria und Cannon Beach mit dem Monolith Haystack Rock in Oregon. Für das für die Höhlenszenen sehr wichtige Szenenbild war J. Michael Riva, ein Enkel von Marlene Dietrich, verantwortlich.
Am Ende des Films, wenn die Kinder ihren Eltern erzählen, was sie alles erlebt haben, sprechen sie auch von einem großen Kraken, der ihnen Angst eingejagt habe. Hier beziehen sie sich auf eine Szene, die aus dem endgültigen Film herausgeschnitten worden war. Diese ist in den Extras der DVD- und Bluray-Ausgaben des Filmes enthalten.
Der Titelsong des Films, The Goonies ’R’ Good Enough von Cyndi Lauper, erreichte 1985 Platz 10 der US-Charts. In dem Musikvideo zum Song tritt Lauper gemeinsam mit den jungen Darstellern auf, im Spielfilm ist sie kurz im Fernseher zu sehen. Im Jahr 2000 erschien eine Coverversion des Liedes von New Found Glory.
Der Schwarzweißfilm, den Sloth im Fernsehen schaut, ist der Abenteuerklassiker Unter Piratenflagge (1935) mit Errol Flynn.

### Besetzung
Die meisten Kinder- und Jugenddarsteller, die im Film zum Einsatz kamen, etablierten sich in der US-amerikanischen Filmbranche: Josh Brolin etablierte sich als feste Größe in der Darstellerriege Hollywoods. Sean Astin wurde als Hobbit Samweis Gamdschie in Peter Jacksons erfolgreicher Filmtrilogie Der Herr der Ringe weltweit bekannt. Martha Plimpton setzte ihre Karriere mit verschiedenen Kino- und Serienproduktionen fort, für letztere war sie mehrfach für den Emmy nominiert. Corey Feldman war schon vor dem Film ein gefragter Kinderdarsteller. Der große Durchbruch blieb ihm als Erwachsener verwehrt, jedoch ist er bis heute in TV-Serien und kleineren Filmproduktionen zu sehen. Ke Huy Quan wurde ein Jahr vor den Goonies durch seine Rolle in Indiana Jones und der Tempel des Todes bekannt. Er arbeitete später unter anderem als Stunt-Choreograph in Hollywood. 2023 wurde er für Everything Everywhere All at Once mit dem Oscar als bester Nebendarsteller ausgezeichnet. Kerri Green und Jeff Cohen traten nach den Goonies in vereinzelten Filmen und Serien auf, blieben aber vergleichsweise unbekannt.
Auch für die Darsteller der Fratellis, Robert Davi (Der City Hai, Stirb langsam, James Bond 007 – Lizenz zum Töten), Joe Pantoliano (Matrix, Memento, Bad Boys – Harte Jungs) und Anne Ramsey (Schmeiß’ die Mama aus dem Zug!), erwies sich der Film als Karrieresprungbrett.

### Synchronisation
Die deutsche Synchronfassung entstand bei der Berliner Synchron. Arne Elsholtz schrieb das Dialogbuch und Joachim Kunzendorf führte Regie.
| Figur                        | Darsteller         | Deutscher Sprecher       |
| ---------------------------- | ------------------ | ------------------------ |
| Michael „Mikey“ Walsh        | Sean Astin         | Timmo Niesner            |
| Brandon „Brand“ Walsh        | Josh Brolin        | Markus Hoffmann          |
| Lawrence „Chunk“ Cohen       | Jeff Cohen         | Tarek Helmy              |
| Clark „Mouth“ Devereaux      | Corey Feldman      | Markus Mensing           |
| Richard „Data“ Wang          | Ke Huy Quan        | Florian Bathke           |
| Andrea „Andy“ Carmichael     | Kerri Green        | Natascha Rybakowski      |
| Stefanie „Stef“ Steinbrenner | Martha Plimpton    | Katrin Fröhlich          |
| Mama Fratelli                | Anne Ramsey        | Tilly Lauenstein         |
| Jake Fratelli                | Robert Davi        | Manfred Lehmann          |
| Francis Fratelli             | Joe Pantoliano     | Hans-Jürgen Dittberner   |
| Lotney „Sloth“ Fratelli      | John Matuszak      | Engelbert von Nordhausen |
| Mrs. Walsh                   | Mary Ellen Trainor | Regina Lemnitz           |
| Mr. Walsh                    | Keith A. Walker    | Lothar Hinze             |
| Mr. Perkins, Millionär       | Curt Hanson        | Norbert Gescher          |
| Troy Perkins                 | Steve Antin        | Nicolas Böll             |

### Die Videospiele
Nahezu parallel zum Film erschienen verschiedene Spiele auf unterschiedlichen Plattformen.
Für MSX und NES wurde ein Videospiel von Konami veröffentlicht. Außerdem erschien 1987 in Nordamerika ein Spiel namens The Goonies II für das NES. Dieses hatte mit dem Film außer den Protagonisten, allen voran Mikey, jedoch nicht mehr viel gemein.
Interessanter dagegen war das von Datasoft veröffentlichte Computerspiel, welches sich relativ nah an die Filmvorlage hielt. Produziert wurde es für den C64, Atari 800XL und den Apple II. Es gliederte sich in acht verschiedene Bildschirme, in denen einzelne Szenen nachgestellt wurden. So zum Beispiel der Beginn im Restaurant, wo der Zugang zu den Höhlen freigelegt werden musste.
2017 erschienen die Goonies als Add-on zu Lego Dimension.

## Rezeption

### Kritiken
Der Film erhielt überwiegend positive Kritiken und erreichte bei Rotten Tomatoes eine Bewertung von 76 Prozent, basierend auf 59 Kritiken. Bei Metacritic konnte ein Metascore von 62, basierend auf 13 Kritiken, erzielt werden.

„Ein auf eine ununterbrochene Folge von Effekten und Spannungsbögen hin inszenierter Abenteuerfilm; überwiegend spannend und vergnüglich, auch wenn Poesie und eine tiefergehende Fantasie von Hektik erdrückt werden.“

„Spannend-spaßige Geschichte vom Erwachsenwerden als effektvolle Mischung aus Jugend- und Abenteuerfilm.“

### Einspielergebnis
Der Film spielte weltweit rund 63 Millionen US-Dollar ein. In Deutschland waren etwa 1,7 Millionen Zuschauer im Kino. Später kam er noch mehrfach in die Kinos, so erlebte er etwa am 20. April 2012 zusammen mit Der weiße Hai im Tribeca Drive-In auf dem Tribeca Film Festival ein Re-release.

### Auszeichnungen
Sean Astin wurde 1986 mit dem Young Artist Award als Bester Hauptdarsteller in einem Spielfilm ausgezeichnet. Martha Plimpton, Jeff Cohen und Corey Feldman wurden mit Nominierungen für ihre Schauspielleistungen bedacht. Anne Ramsey erhielt 1986 den Saturn Award als beste Nebendarstellerin, während Jeff Cohen als bester Nachwuchsschauspieler ausgezeichnet wurde.
2017 wurde Die Goonies in das National Film Registry für besonders erhaltenswerte US-amerikanische Filme aufgenommen.